# White Denim
White Denim es una banda estadounidense de rock formada en el año del 2006 en la ciudad de Austin, Texas por James Petralli (vocalista, guitarra), Austin Jenkins (guitarra), Steve Terebecki (bajo, vocal de apoyo, Joshua Block (batería). 
El grupo se caracteriza por tener muchos sonidos en el rock, mezclándolo entre el dub, blues, punk rock, soul, jazz, jam band, con sonoridad sureña de su estado natal Texas, entre otros. White Denim es considerado un grupo de culto, con un inexito comercial que se enfoca más en su proyecto musical en el legado del rock, sin utilizar influencias musicales del rock clásico, blues, entre otros grupos de las épocas anteriores.
El grupo ha sacado 5 EP y 6 álbumes de estudio a lo largo de su carrera y sus sencillos más conocidos son: "Shake Shake Shake", "I Start to Run", "All You Really Have To Do", "Let's Talk About It", "Drug", "Keys", "At Night In Dreams" y "Burnished", en la cual este sencillo también aparece en el videojuego, musical de Ubisoft: Rocksmith. 
Han participado en festivales como SXSW y CMJ Music Marathon.

## Integrantes

### Formación actual
- James Petralli - vocalista, guitarra
- Steve Terebecki - bajo, vocal de apoyo
- Gregory Clifford - batería
- Michael Hunter - teclados

### Exintegrantes
- Austin Jenkins - guitarra (2010 - 2015)
- Joshua Block - batería (2006 - 2015)
- Jonathon Horne ? (? - ?)
- Jeff Olson - ? (? - ?)
- Jordan Richardson - batería (? - ?)
- Mike St. Clair - trompeta, sintetizador (? - ?)
- Conrad Choucroun - ? (? - ?)

## Discografía

### Álbumes de estudio
- 2008: "Workout Holiday" (Full Time Hobby)
- 2009: "Fits" (Full Time Hobby, Downtown Records)
- 2010: "Last Day of Summer" (Downtown Records)
- 2011: "D" (Downtown Records)
- 2013: "Corsicana Lemonade" (Downtown Records)
- 2016: "Stiff" (Downtown Records)
- 2018: "Performance" (City Slang)
- 2019: "Side Effects" (City Slang)
- 2020: "World as a Waiting Room" (Radio Milk Records)
- 2021: "Crystal Bullets / King Tears" (English Mallard, Radio Milk Records)

### EP
- 2007: "Let's Talk About It"
- 2007: "Workout Holiday" (lanzado antes de sacarlo en estudio).
- 2007: "RCRD LBL EP "
- 2011: "Takes Place In Your Work Space"

### Recopilaciones
- 2008: "RCRD LBL" - (edición especial de la discográfica RCRD LBL).
- 2008: "Exposion" (Transmission Entertainment) (únicamente lanzado en Estados Unidos, es por el momento el único álbum de estudio exclusivo del grupo lanzado en un solo país)
- 2011: "Live at Third Man"